# Segretario di Stato dell'Inghilterra
Nel Regno di Inghilterra, la carica di Segretario di Stato (in inglese: Secretary of State) iniziò ad esistere verso la fine del Regno della Regina Elisabetta I (1558–1603); in precedenza i titoli solitamente in uso erano Cancelliere del Re (King's Clerk), Segretario del Re (King's Secretary) o Segretario Principale (Principal Secretary).
Sin dai tempi di Enrico VIII, i Segretari di Stato furono sempre due. Dopo la restaurazione della monarchia del 1660, i due posti furono specificatamente designati come il Segretario di Stato per il Dipartimento Settentrionale e il Segretario di Stato per il Dipartimento Meridionale. Entrambi i Segretari si occupavano degli Affari Interni e si spartivano la gestione degli Affari Esteri.

## Storia
I sovrani di Inghilterra avevano un servente clericale dapprincipio noto col nome Clerk e in seguito col nome Secretary. 
L'incarico primario di questo ufficio era il disbrigo della corrispondenza ufficiale del monarca, ma, in varia misura, il detentore anche era consigliere della Corona. Fino al Regno del Re Enrico VIII (1509–1547), era nominato solo un Segretario alla volta. Ma, verso la fine del suo Regno, esisteva anche un secondo Segretario. 
All'incirca verso la fine del Regno della figlia di Enrico, Elisabetta I (1558–1603), i Segretari iniziarono ad essere chiamati "Segretario di Stato".
Dopo la Restaurazione del 1660, i due posti iniziarono ad essere noti come il Segretario di Stato per il Dipartimento Settentrionale e il Segretario di Stato per il Dipartimento Meridionale. Entrambi i Segretari si occupavano di Affari Interni e si dividevano tra di loro gli Affari Esteri: uno dei due si occupava dell'Europa settentrionale (gli stati a maggioranza protestante) e l'altro dell'Europa Meridionale.
In seguito alla Gloriosa rivoluzione del 1688, il Gabinetto assunse la direzione pratica di affari già assunti in precedenza dal Consiglio privato, cosicché i due Segretari di Stato guadagnarono poteri sempre più responsabili.
Per i Segretari di Stato successivi all'Unione con la Scozia del 1707, si veda la voce Segretario di Stato.

## Lista dei detentori della carica
- John Maunsell (1253-circa 1263)
- John de Benstede (1299)
- William de Melton (1308)
- Robert Braybrooke (1379)
- John Profit (1402-1412)
- John Stone (1415-circa 1420)
- John Castell (1420)
- William Alnwick (circa 1420-circa 1422)
- William Hayton (?-1432)
- Thomas Beckington (1439-1443)
- Thomas Manning (1460-1464)
- William Hatcliffe (1464-1480)
- Oliver King (1480-1483)
- John Kendal (1483-1485)
- Richard Foxe (1485-1487)
- Oliver King (1487-1492) (probabilmente)
- Thomas Routhall (1500-1516)
- Richard Pace (1516-1526)
- William Knight (1526-1528)
- Stephen Gardiner (1528-1531)
- Thomas Cromwell (1533-1536)
- Thomas Wriothesley (1536 - gennaio 1544)

Wriothesley fu il primo Segretario a condividere l'ufficio con un collega.
- Sir Ralph Sadler (aprile 1540 - 23 aprile 1543)
- Sir William Paget (23 aprile 1543 - aprile 1548)
- Sir William Petre (gennaio 1544 - marzo 1557)
- Sir Thomas Smith (17 aprile 1548 - 15 ottobre 1549)
- Nicholas Wotton (15 ottobre 1549 - 5 settembre 1550)
- Sir William Cecil (5 settembre 1550 - luglio 1553)
- Sir John Cheke (servì come terzo Segretario di Stato; giugno 1553 - luglio 1553)
- Sir John Bourne (luglio 1553 - aprile 1558)
- John Boxall (marzo 1557 - novembre 1558)
- Sir William Cecil (novembre 1558 - 13 luglio 1572)[1]
- Sir Thomas Smith (13 luglio 1572 - 12 agosto 1577)
- Sir Francis Walsingham (dicembre 1573 - aprile 1590)
- Thomas Wilson (12 novembre 1577 - 16 giugno 1581)
- William Davison (settembre 1586 - febbraio 1587)
- Sir Robert Cecil (5 luglio 1590 - 24 maggio 1612)
- John Herbert (10 maggio 1600 - 9 luglio 1617)
- Sir Ralph Winwood (29 marzo 1614 - 27 ottobre 1617)
- Sir Thomas Lake (3 gennaio 1616 - 16 febbraio 1619)
- Sir Robert Naunton (8 gennaio 1618 - 14 gennaio 1623)
- Sir George Calvert (16 febbraio 1619 - gennaio 1625)
- Sir Edward Conway (14 gennaio 1623 - 14 dicembre 1628)
- Sir Albertus Morton (9 febbraio 1625 - 6 settembre 1625)
- Sir John Coke (9 September 1625 - 3 febbraio 1640)
- Dudley Carleton, I Visconte Dorchester (14 dicembre 1628 - 15 febbraio 1632)
- Sir Francis Windebank (15 giugno 1632 - dicembre 1640)
- Sir Henry Vane (3 febbraio 1640 - dicembre 1641)
- Sir Edward Nicholas (27 novembre 1641 - 1646, quando lasciò l'Inghilterra; fu reintegrato da Re Carlo II, settembre 1654 - 2 ottobre 1662)
- Lucius Cary, II Visconte Falkland (8 gennaio 1642 - 20 settembre 1643)
- George Digby, II Conte di Bristol (28 settembre 1643 - 1645)[2]

Per il periodo successivo si vedano le voci:
- Segretario di Stato per il Dipartimento Settentrionale
- Segretario di Stato per il Dipartimento Meridionale